# ۱۳۸۱ (خورشیدی)
سال ۱۳۸۱ خورشیدی، هزار و سیصد و هشتاد و یکمین سالِ گاه‌شماری هجری خورشیدی است.
سرآغاز آن پنجشنبه ۱ فروردین ۱۳۸۱ (برابر با ۲۱ مارس ۲۰۰۲ میلادی و ۶ محرم ۱۴۲۳ قمری قراردادی) و لحظهٔ تحویل آن، ساعت ۲۲:۴۶:۰۲ روز چهارشنبه ۲۹ اسفند ۱۳۸۰ خورشیدی به وقت ایران بوده است. این سال عادی و روز پنجشنبه ۲۹ اسفند پایان آن بود.

## نام‌گذاری‌ها
- این سال در گاه‌شماری جانوری سال اسب  است.

## رویدادها
- فروردین - انتشار آلبوم خیالی نیست، شادمهر عقیلی.
- ۹ فروردین - مراسم تشییع جنازه الیزابت، ملکه مادر در کلیسای وست‌مینستر لندن برگزار می‌شود.
- ۲۶ فروردین - پرواز ایر چین در هنگام بارندگی شدید و مه در نزدیکی بوسان، کره جنوبی به دامنه تپه سقوط کرد و منجر به کشته شدن ۱۲۹ نفر شد.
- ۱۴ اردیبهشت - حادثه پارک شهر تهران در پارک شهر تهران
- ۳ خرداد - در مسکو، جورج دبلیو بوش، رئیس‌جمهور ایالات متحده و ولادیمیر پوتین، رئیس‌جمهور روسیه، معاهده کاهش استراتژیک حمله را جایگزین پیمان موشکی ضد بالستیک ۱۹۷۲ و پیمان START II 1993 کردند.
- ۳۱ مرداد ـ زمین‌لرزه در بوئین‌زهرا
- ۱۷ مهر - جنایت میدان کتابی؛ قتل فاطمه سحرخیزان؛ خیّر و همسر اول ناصر محمدخانی [۱]

## زادروزها

### شهریور
- ۱۱ خرداد - حمیدرضا فرخی‌پور، تاجر ایرانی ، مؤسس دژفول حفاظ

- ۲۴ شهریور - مهلا مؤمن‌زاده، تکواندوکار ایرانی

### آبان
- ۳ آبان - مهدی قربانی، بازیگر سینما و تئاتر

## درگذشتگان

### فروردین

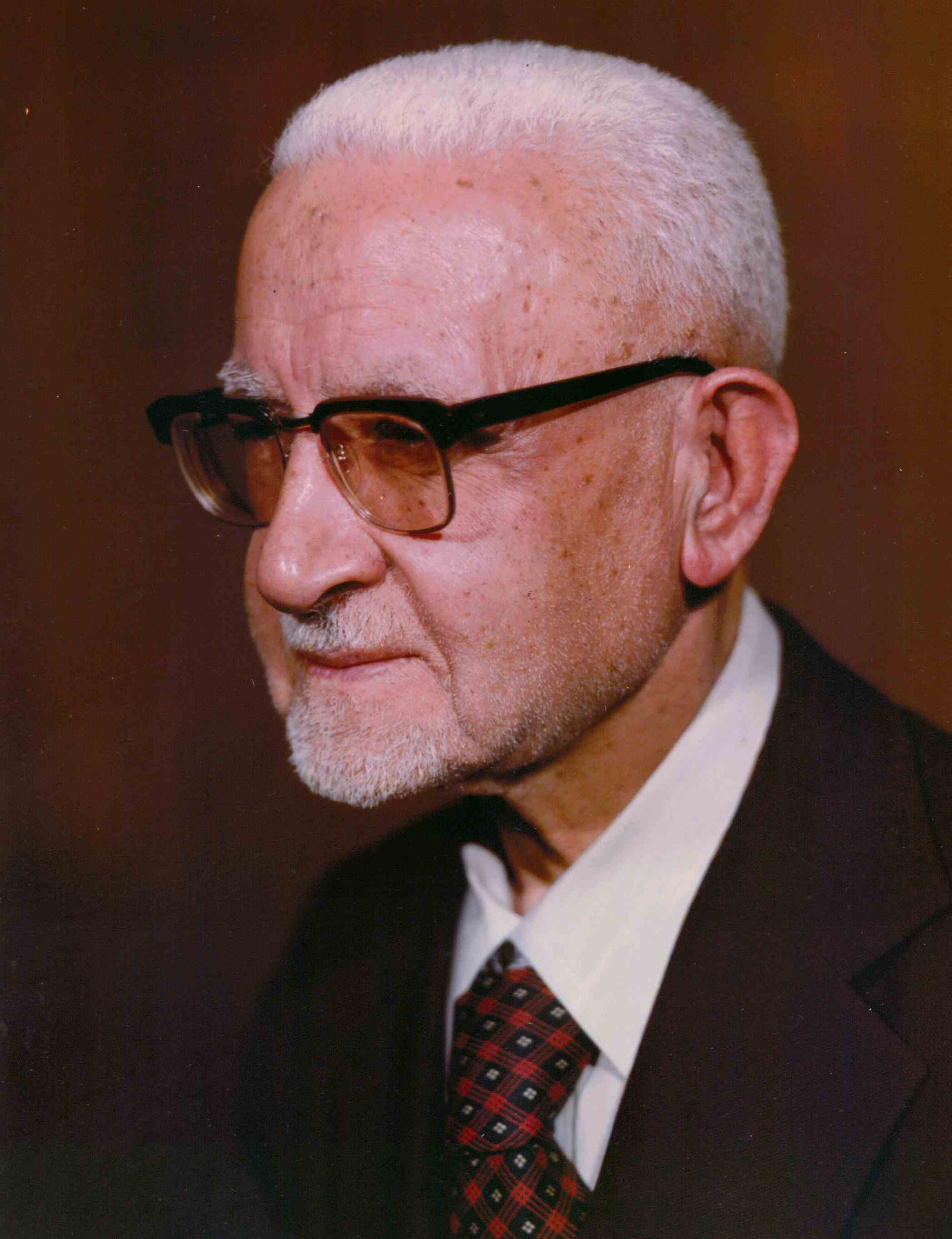
یدالله سحابی
جلال رابوکی

- فروردین - جلال رابوکی، کوهنورد (زادهٔ ۱۳۲۵)
- ۱۴ فروردین - احمد بیرشک، ریاضی‌دان و پژوهشگر تاریخ علم ایران (زادهٔ ۱۲۸۵)
- ۱۸ فروردین - جمشید اسماعیل‌خانی، بازیگر (زادهٔ ۱۳۲۹)
- ۲۳ فروردین - یدالله سحابی، از بنیان‌گذاران نهضت آزادی ایران (زادهٔ ۱۲۸۴)

### اردیبهشت

کاظم مدیر شانه‌چی

- ۲۳ اردیبهشت - یوسف علی‌آبادی، فیلسوف (زادهٔ ۱۳۲۶)
- ۲۴ اردیبهشت - کاظم مدیر شانه‌چی، از علمای عرصه حدیث و روایت و از پژوهشگران و اندیشمندان ایرانی (زادهٔ ۱۳۰۶)
- ۲۶ اردیبهشت - ولی‌الله اردشیری، فیزیک‌دان (زادهٔ ۱۳۲۴)
- ۲۹ اردیبهشت - سهیل ایوانی، آهنگساز (زادهٔ ۱۳۳۸)

### خرداد
- خرداد - هوشنگ گرمان، مترجم، فیزیک‌دان و اخترشناس (زادهٔ ۱۳۰۶)

### تیر

واهاک وارطانیان
نبی سروری
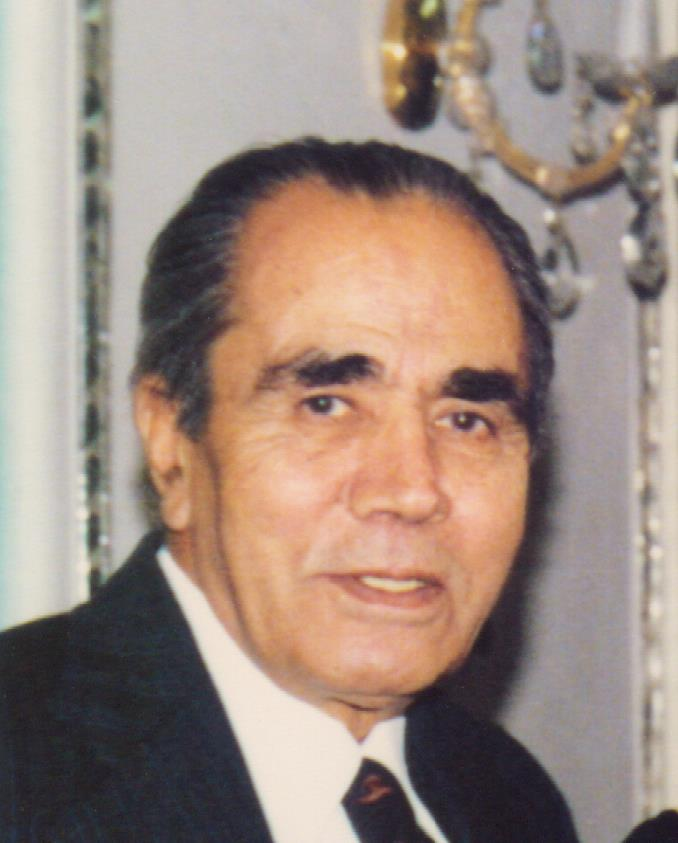
محمد محمدی ملایری

- ۱ تیر - محمد محمدی ملایری، ادیب و تاریخ‌نگار (زادهٔ ۱۲۹۰)
- ۲ تیر - واهاک وارطانیان، فیلم‌بردار ایرانی ارمنی‌تبار (زادهٔ ۱۲۹۲)
- ۶ تیر - نبی سروری، کشتی‌گیر آزادکار (زادهٔ ۱۳۱۲)
- ۸ تیر - حبیب‌الله کسمایی، فیلمنامه‌نویس (زادهٔ ۱۳۰۹)
- ۱۷ تیر - منصور حکمت، تئوریسین، رهبر حزب کمونیست کارگری ایران (زادهٔ ۱۳۳۰)

### مرداد

مصطفی رحیمی
جواد حدیدی

- مرداد - محمدنقی براهنی، روان‌شناس و پدر علم روان آزمایی ایران (زادهٔ ۱۳۱۱)
- ۹ مرداد - داوود اسماعیلی، کارگردان و نویسنده (زادهٔ ۱۳۲۰)
- ۹ مرداد - مصطفی رحیمی، روشنفکر، حقوقدان، جامعه‌شناس، نویسنده و مترجم (زادهٔ ۱۳۰۵)
- ۲۹ مرداد - رشید اصلانی، بازیگر (زادهٔ ۱۳۱۰)
- ۲۹ مرداد - جواد حدیدی، مترجم و نویسنده (زادهٔ ۱۳۱۱)

### شهریور

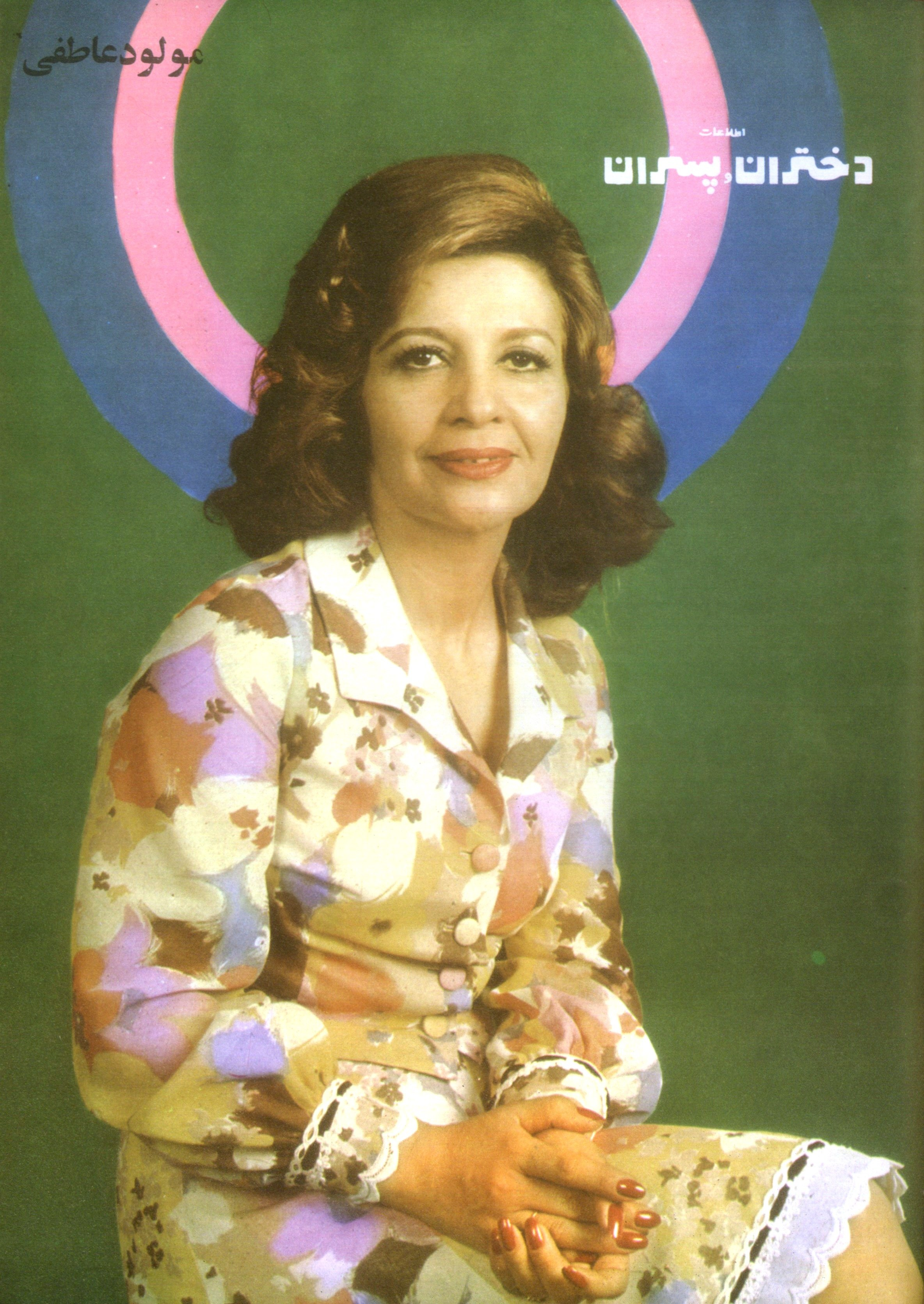
مولود عاطفی
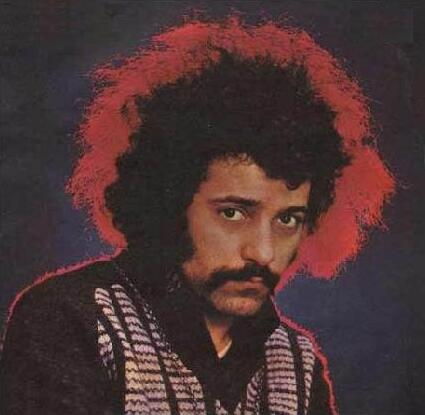
فرهاد مهراد

- ۹ شهریور - فرهاد مهراد، خواننده، آهنگساز و نوازندهٔ ایرانی (زادهٔ ۱۳۲۲)
- ۱۶ شهریور - رشید غفاری، جنگلبان (زادهٔ ؟)
- ۲۱ شهریور - داریوش زرگری، نوازنده تنبک (زادهٔ ۱۳۳۷)
- ۲۶ شهریور - حسن هنرمندی، مترجم و شاعر (زادهٔ ۱۳۰۷)
- ۲۹ شهریور - مولود عاطفی، گوینده رادیو (زادهٔ ۱۳۰۷)
- ۲۹ شهریور - سید محمدعلی موحد ابطحی، مرجعه تقلید شیعه (زادهٔ ۱۳۰۹)
- شهریور - حسن هنرمندی، شاعر و مترجم (زادهٔ ۱۳۰۷)
- شهریور - اسدالله آل بویه، ریاضی‌دان و سیاستمدار (زادهٔ ۱۲۸۷)

### مهر

پروین ملکوتی
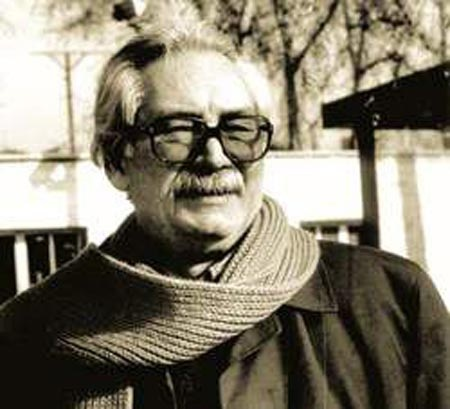
احمد محمود

- مهر - اردشیر نیک‌پور، مترجم ادبیات کودک و نوجوان (زادهٔ ۱۲۹۷)
- ۸ مهر - مهین دیهیم، گوینده، صداپیشه و بازیگر (زادهٔ ۱۳۰۴)
- ۱۰ مهر - پروین ملکوتی، بازیگر و دوبلور (زادهٔ ۱۳۱۷)
- ۱۲ مهر - احمد محمود، نویسندهٔ معاصر ایرانی (زادهٔ ۱۳۱۰)
- ۱۷ مهر - فاطمه سحرخیزان ، خیّر ، همسر اول ناصر محمدخانی و مقتول پرونده جنایت میدان کتابی (زادهٔ ۲۲ آبان ۱۳۴۹)
- ۲۴ مهر - مهدی رجاییان، تدوینگر (زادهٔ ۱۳۲۲)
- ۲۵ مهر - محسن مهدوی، بازیگر (زادهٔ ۱۳۰۴)

### آبان

چراغعلی اعظمی سنگسری

- ۸ آبان - علیرضا نوری، سیاستمدار (زادهٔ ۱۳۴۲)
- ۸ آبان - مسعود هاشمی زهی، سیاستمدار (زادهٔ ۱۳۳۷)
- ۱۴ آبان - محمدرضا زندی، بازیگر، فیلمنامه‌نویس، کارگردان و صداپیشه (زادهٔ ۱۲۹۸)
- ۱۵ آبان - چراغعلی اعظمی سنگسری، نویسنده و فرهنگ‌شناس (زادهٔ ۱۳۰۳)

### آذر

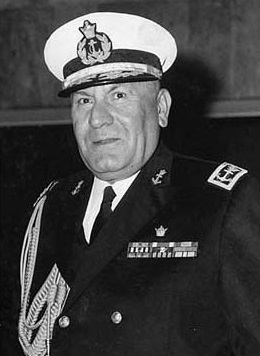
فرج‌الله رسائی
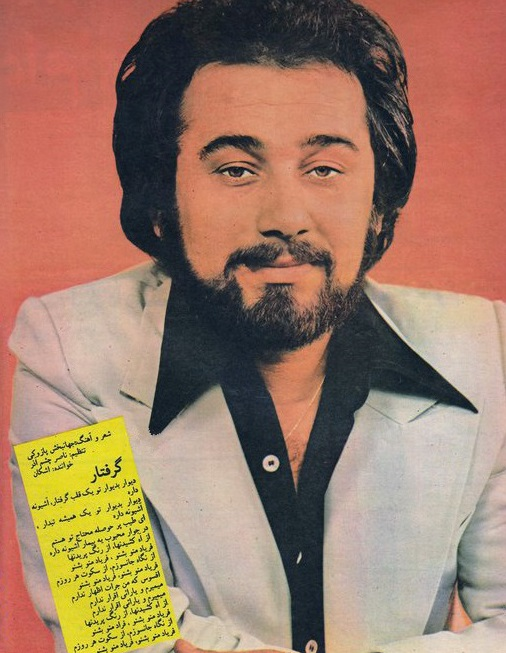
اشکان

- آذر - اشکان، خواننده (زادهٔ ۱۳۱۸)
- آذر - فرج‌الله رسائی، فرمانده نیروی دریایی ایران در زمان پادشاهی محمدرضاشاه پهلوی (زادهٔ ۱۲۸۷)
- ۱۹ آذر - جهانگیر ملک، نوازنده تنبک (زادهٔ ۱۳۱۱)
- ۲۷ آذر - سید اسماعیل موسوی زنجانی، امام جمعه زنجان (زادهٔ ۱۳۰۲)

### دی

کنعان کیانی
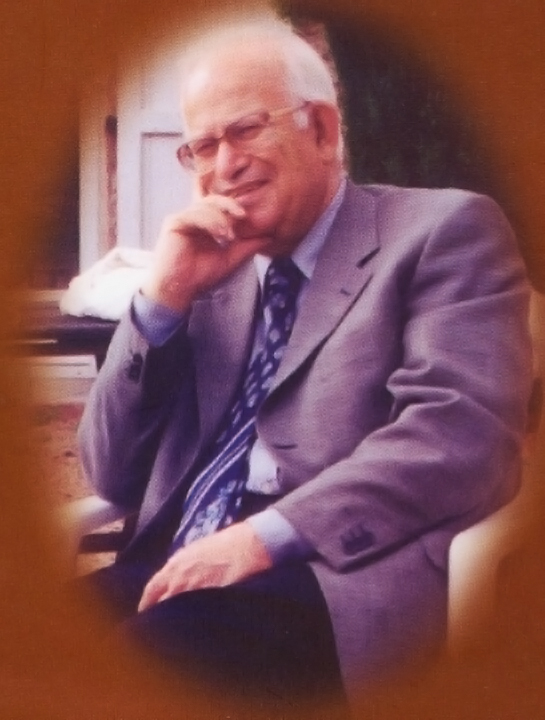
مهدی سمسار

- ۱ دی - سید عباس معارف، عارف (زادهٔ ۱۳۳۳)
- ۴ دی - کنعان کیانی، بازیگر تئاتر و دوبلور، صداپیشه گربه نره در پینوکیو (زادهٔ ۱۳۱۱)
- ۲۳ دی - ملیحه نصیری، بازیگر (زادهٔ ۱۳۰۵)
- ۲۵ دی - مهدی سمسار، مترجم، روزنامه‌نگار و داروساز (زادهٔ ۱۳۰۷)

### بهمن

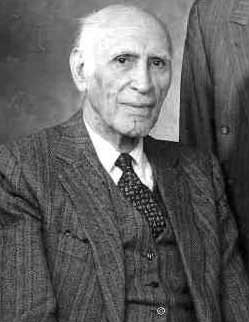
یحیی عدل
رضا ژیان

- بهمن - یحیی عدل، پزشک و جراح ایرانی، ملقب به پدر جراحی ایران (زادهٔ ۱۲۸۷)
- ۴ بهمن - عباس ناظری نیک، بازیگر (زادهٔ ۱۲۹۵)
- ۹ بهمن - یوسف صفوت، شطرنج‌باز و نخستین استاد ملی شطرنج ایران (زادهٔ ۱۳۱۰)
- ۱۳ بهمن - محمدعلی حدادیان، نوازنده نی (زادهٔ ۱۳۱۶)
- ۱۶ بهمن - سید نورالدین مجتهدی، رئیس بهداری ستاد مشترک ارتش جمهوری اسلامی ایران (زادهٔ ۱۳۰۲)
- ۱۷ بهمن - عبدالکریم قریب، پدر علم زمین‌شناسی ایران و مؤسس دانشگاه اراک (زادهٔ ۱۲۹۱)
- ۲۷ بهمن - رضا ژیان، بازیگر و کارگردان تئاتر سینما و تلویزیون (زادهٔ ۱۳۲۸)

### اسفند

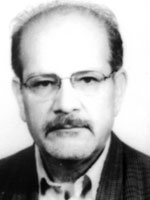
حسین ابوترابیان
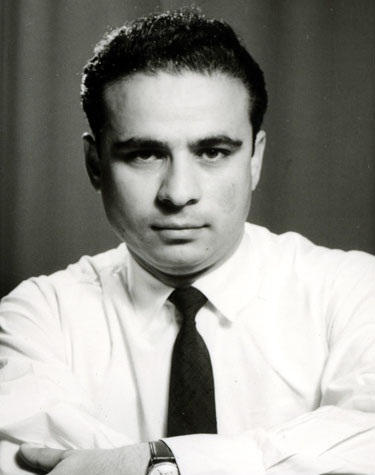
فرخ تمیمی
محمد بیابانی

- ۳ اسفند - حسین ابوترابیان، مترجم (زادهٔ ۱۳۲۰)
- ۱۹ اسفند - مهرزاد مینویی، تدوینگر (زادهٔ ۱۳۳۰)
- ۲۱ اسفند - محمد بیابانی، شاعر و نویسنده (زادهٔ ۱۳۲۴)
- ۲۳ اسفند - فرخ تمیمی، شاعر (زادهٔ ۱۳۱۲)